# د ولی
دِ ولی پایتخت کشور آنگویلا است. جمعیت این شهر در سال ۲۰۲۰ حدود ۳,۲۶۹ نفر بود. 